# Bologna Football Club 1909 1996-1997
Questa voce raccoglie le informazioni riguardanti il Bologna Football Club 1909 nelle competizioni ufficiali della stagione 1996-1997.

## Stagione
Nella stagione 1996-1997 il Bologna di Renzo Ulivieri disputa il primo campionato dopo la risalita in massima serie e si conclude con un positivo settimo posto, appena fuori dalla zona per l'accesso alle coppe europee. Nella Coppa Italia ottimo il percorso della squadra felsinea, che è stata eliminata solo in semifinale dal Vicenza di Guidolin poi vincitore del trofeo. In precedenza era entrata in scena nel secondo turno superando il Torino, nel terzo turno ha eliminato la Fiorentina, nei Quarti di Finale la Cremonese.

## Divise e sponsor
Il fornitore di materiale tecnico per la stagione 1996-97 fu Diadora, mentre lo sponsor ufficiale fu Cassa di Risparmio in Bologna.
| Casa | Trasferta |

## Organigramma societario
Area direttiva
- Presidente: Giuseppe Gazzoni Frascara
- Vicepresidente: Luca Cordero di Montezemolo
- Direttore amministrativo: Cesare Giacobazzi
- Direttore generale: Gabriele Oriali
- Segretario generale: Renato Cipollini
- Segretario: Stefano Pedrelli

Area sanitaria
- Medico sociale: Gianni Nanni
- Massaggiatore: Domenico Spadoni

Area tecnica
- Allenatore: Renzo Ulivieri
- Allenatore in seconda: Walter Mazzarri
- Preparatore dei portieri: Sergio Buso
- Preparatore atletico: Giovanni Battista De' Maiti

## Rosa
| N. |                   | Ruolo | Calciatore                 |
| -- | ----------------- | ----- | -------------------------- |
| 1  | Italia (bandiera) | P     | Francesco Antonioli        |
| 2  | Italia (bandiera) | D     | Andrea Tarozzi             |
| 3  | Italia (bandiera) | D     | Michele Paramatti          |
| 4  | Italia (bandiera) | C     | Andrea Bergamo             |
| 5  | Italia (bandiera) | D     | Marco De Marchi (capitano) |
| 6  | Italia (bandiera) | D     | Giuseppe Cardone           |
| 7  | Italia (bandiera) | A     | Pierpaolo Bresciani        |
| 8  | Italia (bandiera) | C     | Cristiano Scapolo          |
| 9  | Italia (bandiera) | C     | Giancarlo Marocchi         |
| 10 | Russia (bandiera) | A     | Igor' Kolyvanov            |
| 11 | Italia (bandiera) | C     | Oscar Magoni               |
| 12 | Italia (bandiera) | P     | Francesco Gnudi            |
| 13 | Italia (bandiera) | D     | Cristiano Pavone           |
| 14 | Italia (bandiera) | C     | Davide Olivares            |

| N. |                   | Ruolo | Calciatore         |
| -- | ----------------- | ----- | ------------------ |
| 15 | Italia (bandiera) | A     | Michele De Simone  |
| 16 | Italia (bandiera) | A     | Carlo Nervo        |
| 17 | Italia (bandiera) | C     | Giuseppe Anaclerio |
| 18 | Italia (bandiera) | A     | Davide Fontolan    |
| 19 | Svezia (bandiera) | A     | Kennet Andersson   |
| 20 | Italia (bandiera) | D     | Stefano Torrisi    |
| 22 | Italia (bandiera) | P     | Alex Brunner       |
| 23 | Italia (bandiera) | D     | Fabio Gianella     |
| 24 | Italia (bandiera) | C     | Andrea Seno        |
| 25 | Russia (bandiera) | C     | Igor' Šalimov      |
| 27 | Italia (bandiera) | D     | Amedeo Mangone     |
| 30 | Italia (bandiera) | C     | Massimo Brambilla  |
| 31 | Italia (bandiera) | C     | Marco Schenardi    |

## Risultati

### Serie A

#### Girone di andata
| Arbitro: | Trentalange (Torino) |

|                 |           |  |
| D. Fontolan 35’ | Marcatori |  |

| Arbitro: | Cesari (Genova) |

|  |           |                         |
|  | Marcatori | 43’ Kolyvanov 84’ Nervo |

| Arbitro: | Braschi (Prato) |

|                      |           |                     |
| Kolyvanov 52’ (rig.) | Marcatori | 46’ Simone 61’ Weah |

| Arbitro: | Tombolini (Ancona) |

|                     |           |                        |
| Bia 5’ Bierhoff 16’ | Marcatori | 39’ Marocchi 86’ Nervo |

| Arbitro: | Ceccarini (Livorno) |

|                             |           |                |
| D. Fontolan 46’ Šalimov 60’ | Marcatori | 79’ Carparelli |

| Arbitro: | Cesari (Genova) |

|  |           |                                    |
|  | Marcatori | 44’ Batistuta 80’ (aut.) De Marchi |

| Arbitro: | Racalbuto (Gallarate) |

|                                         |           |                            |
| Caccia 42’ (rig.) Aglietti 51’ Cruz 64’ | Marcatori | 20’ Nervo 74’ P. Bresciani |

| Arbitro: | Borriello (Mantova) |

|                                             |           |                              |
| Kolyvanov 41’ Marocchi 54’ P. Bresciani 78’ | Marcatori | 64’ (rig.), 86’ (rig.) Balbo |

| Arbitro: | Beschin (Legnago) |

|              |           |                                                  |
| Valencia 42’ | Marcatori | 52’ Andersson 70’ Paramatti 77’ (rig.) Kolyvanov |

| Arbitro: | Stafoggia (Pesaro) |

|                                                     |           |                |
| Fortunato 24’ (aut.) Kolyvanov 55’ P. Bresciani 58’ | Marcatori | 73’ F. Inzaghi |

| Arbitro: | Ceccarini (Livorno) |

|            |           |  |
| Zidane 51’ | Marcatori |  |

| Arbitro: | Trentalange (Torino) |

|               |           |             |
| Paramatti 52’ | Marcatori | 89’ Tentoni |

| Arbitro: | Tombolini (Ancona) |

|                              |           |                                  |
| Muzzi 19’ Pancaro 22’ (rig.) | Marcatori | 12’ Kolyvanov 33’ (aut.) Pascolo |

| Bologna 22 dicembre 1996 14ª giornata | Bologna            | 0 – 0 | Perugia | Stadio Renato Dall'Ara\| Arbitro: \| Bolognino (Milano) \| |
| Arbitro:                              | Bolognino (Milano) |       |         |                                                            |

| Arbitro: | Nicchi (Arezzo) |

|                       |           |  |
| Otero 64’, 82’ (rig.) | Marcatori |  |

| Arbitro: | Messina (Bergamo) |

|  |           |            |
|  | Marcatori | 45’ Strada |

| Arbitro: | Boggi (Salerno) |

|  |           |                          |
|  | Marcatori | 38’ Marocchi 90’ Šalimov |

#### Girone di ritorno
| Arbitro: | Bazzoli (Merano) |

|               |           |                         |
| Casiraghi 46’ | Marcatori | 42’ Andersson 59’ Nervo |

| Arbitro: | Lana (Torino) |

|                                                                       |           |            |
| Scapolo 14’, 49’ Paramatti 21’ Marocchi 27’ Andersson 43’ Šalimov 81’ | Marcatori | 19’ Zanini |

| Arbitro: | Bettin (Padova) |

|                                    |           |  |
| Albertini 45’ (rig.) Blomqvist 85’ | Marcatori |  |

| Bologna 23 febbraio 1997 21ª giornata | Bologna         | 0 – 0 | Udinese | Stadio Renato Dall'Ara\| Arbitro: \| Cesari (Genova) \| |
| Arbitro:                              | Cesari (Genova) |       |         |                                                         |

| Arbitro: | Pellegrino (Barcellona Pozzo di Gotto) |

|              |           |                    |
| Montella 23’ | Marcatori | 50’, 90’ Kolyvanov |

| Arbitro: | Rodomonti (Teramo) |

|                                              |           |                                  |
| Baiano 19’ (rig.) Batistuta 61’ Robbiati 79’ | Marcatori | 2’ Andersson 25’ (aut.) Firicano |

| Arbitro: | Pairetto (Nichelino) |

|                                    |           |              |
| Andersson 40’ Kolyvanov 46’ (rig.) | Marcatori | 45’ Altomare |

| Arbitro: | Bettin (Padova) |

|             |           |               |
| Fonseca 74’ | Marcatori | 55’ Schenardi |

| Arbitro: | Serena (Bassano del Grappa) |

|                                         |           |                                 |
| Kolyvanov 45’ (rig.), 61’ Andersson 54’ | Marcatori | 22’ Valencia 90’ (rig.) Parente |

| Arbitro: | Trentalange (Torino) |

|                    |           |             |
| Torrisi 50’ (aut.) | Marcatori | 72’ Scapolo |

| Arbitro: | Ceccarini (Livorno) |

|  |           |            |
|  | Marcatori | 40’ Bokšić |

| Arbitro: | Braschi (Prato) |

|                  |           |               |
| Di Francesco 17’ | Marcatori | 86’ Andersson |

| Arbitro: | Tombolini (Ancona) |

|                                           |           |  |
| Scapolo 28’ D. Fontolan 59’ Andersson 88’ | Marcatori |  |

| Arbitro: | Bolognino (Milano) |

|                                                |           |                    |
| Negri 24’, 56’, 88’ M. Castellini 70’ Rudi 80’ | Marcatori | 73’ (rig.) Scapolo |

| Bologna 18 maggio 1997 32ª giornata | Bologna                                | 0 – 0 | Vicenza | Stadio Renato Dall'Ara\| Arbitro: \| Pellegrino (Barcellona Pozzo di Gotto) \| |
| Arbitro:                            | Pellegrino (Barcellona Pozzo di Gotto) |       |         |                                                                                |

| Arbitro: | Treossi (Forlì) |

|            |           |  |
| Chiesa 73’ | Marcatori |  |

| Arbitro: | Boggi (Salerno) |

|                          |           |               |
| Šalimov 5’ Paramatti 75’ | Marcatori | 51’, 65’ Ganz |

### Coppa Italia

#### Fase ad eliminazione diretta
| Arbitro: | Boggi (Salerno) |

|                                  |           |                |
| Andersson 36’ Casazza 86’ (aut.) | Marcatori | 31’ Lombardini |

| Arbitro: | Pairetto (Nichelino) |

|                                      |           |                |
| Magoni 16’ Paramatti 61’ Scapolo 71’ | Marcatori | 35’ M. Orlando |

#### Fase finale
| Arbitro: | Bazzoli (Merano) |

|             |           |                               |
| Maspero 39’ | Marcatori | 23’, 90’ Andersson 78’ Magoni |

| Arbitro: | Rodomonti (Teramo) |

|                                      |           |                    |
| P. Bresciani 3’ Kolyvanov 76’ (rig.) | Marcatori | 26’ (rig.) Maspero |

| Arbitro: | Pairetto (Nichelino) |

|             |           |  |
| Murgita 45’ | Marcatori |  |

| Arbitro: | Boggi (Salerno) |

|             |           |                 |
| Scapolo 44’ | Marcatori | 89’ Cornacchini |

## Statistiche

### Statistiche di squadra
| Competizione | Punti | In casa | In casa | In casa | In casa | In casa | In casa | In trasferta | In trasferta | In trasferta | In trasferta | In trasferta | In trasferta | Totale | Totale | Totale | Totale | Totale | Totale | DR  |
| Competizione | Punti | G       | V       | N       | P       | Gf      | Gs      | G            | V            | N            | P            | Gf           | Gs           | G      | V      | N      | P      | Gf     | Gs     | DR  |
| ------------ | ----- | ------- | ------- | ------- | ------- | ------- | ------- | ------------ | ------------ | ------------ | ------------ | ------------ | ------------ | ------ | ------ | ------ | ------ | ------ | ------ | --- |
| Serie A      | 49    | 17      | 8       | 5       | 4       | 27      | 17      | 17           | 5            | 5            | 7            | 23           | 27           | 34     | 13     | 10     | 11     | 50     | 44     | +6  |
| Coppa Italia | -     | 4       | 3       | 1       | 0       | 8       | 4       | 2            | 1            | 0            | 1            | 3            | 2            | 6      | 4      | 1      | 1      | 11     | 6      | +5  |
| Totale       | -     | 21      | 11      | 5       | 4       | 35      | 21      | 19           | 6            | 5            | 8            | 26           | 29           | 40     | 17     | 11     | 12     | 61     | 48     | +13 |

### Andamento in campionato
| Giornata  | 1 | 2 | 3 | 4 | 5 | 6 | 7  | 8 | 9 | 10 | 11 | 12 | 13 | 14 | 15 | 16 | 17 | 18 | 19 | 20 | 21 | 22 | 23 | 24 | 25 | 26 | 27 | 28 | 29 | 30 | 31 | 32 | 33 | 34 |
| --------- | - | - | - | - | - | - | -- | - | - | -- | -- | -- | -- | -- | -- | -- | -- | -- | -- | -- | -- | -- | -- | -- | -- | -- | -- | -- | -- | -- | -- | -- | -- | -- |
| Luogo     | C | T | C | T | C | C | T  | C | T | C  | T  | C  | T  | C  | T  | C  | T  | T  | C  | T  | C  | T  | T  | C  | T  | C  | T  | C  | T  | C  | T  | C  | T  | C  |
| Risultato | V | V | P | N | V | P | P  | V | V | V  | P  | N  | N  | N  | P  | P  | V  | V  | V  | P  | N  | V  | P  | V  | N  | V  | N  | P  | N  | V  | P  | N  | P  | N  |
| Posizione | 1 | 1 | 8 | 6 | 4 | 5 | 11 | 6 | 4 | 2  | 4  | 5  | 5  | 4  | 7  | 11 | 8  | 5  | 3  | 3  | 5  | 5  | 5  | 4  | 5  | 3  | 4  | 5  | 5  | 4  | 6  | 6  | 7  | 7  |

Legenda:

Luogo: C = Casa; T = Trasferta. Risultato: V = Vittoria; N = Pareggio; P = Sconfitta.

### Statistiche dei giocatori[9]
| Giocatore    | Serie A  | Serie A | Serie A     | Serie A    | Coppa Italia | Coppa Italia | Coppa Italia | Coppa Italia | Totale   | Totale | Totale      | Totale     |
| Giocatore    | Presenze | Reti    | Ammonizioni | Espulsioni | Presenze     | Reti         | Ammonizioni  | Espulsioni   | Presenze | Reti   | Ammonizioni | Espulsioni |
| ------------ | -------- | ------- | ----------- | ---------- | ------------ | ------------ | ------------ | ------------ | -------- | ------ | ----------- | ---------- |
| G. Anaclerio | 0        | 0       | 0           | 0          | 1            | 0            | 0            | 0            | 1        | 0      | 0           | 0          |
| K. Andersson | 29       | 8       | 6           | 1          | 6            | 3            | 0            | 0            | 35       | 11     | 6           | 1          |
| F. Antonioli | 33       | -42     | 1           | 0          | 6            | -6           | 0            | 0            | 39       | -48    | 1           | 0          |
| A. Bergamo   | 9        | 0       | 1           | 0          | 1            | 0            | 0            | 0            | 10       | 0      | 1           | 0          |
| M. Brambilla | 14       | 0       | 3           | 0          | 2            | 0            | 0            | 0            | 16       | 0      | 3           | 0          |
| P. Bresciani | 21       | 3       | 0           | 0          | 3            | 1            | 1            | 0            | 24       | 4      | 1           | 0          |
| A. Brunner   | 1        | -2      | 1           | 0          | 0            | -0           | 0            | 0            | 1        | -2     | 1           | 0          |
| G. Cardone   | 24       | 0       | 2           | 0          | 6            | 0            | 2            | 1            | 30       | 0      | 4           | 1          |
| M. De Marchi | 23       | 0       | 3           | 1          | 2            | 0            | 2            | 0            | 25       | 0      | 5           | 1          |
| M. De Simone | 0        | 0       | 0           | 0          | -            | -            | -            | -            | 0        | 0      | 0           | 0          |
| D. Fontolan  | 17       | 3       | 2           | 0          | 1            | 0            | 0            | 0            | 18       | 3      | 2           | 0          |
| I. Kolyvanov | 27       | 11      | 2           | 0          | 4            | 1            | 2            | 0            | 31       | 12     | 4           | 0          |
| O. Magoni    | 25       | 0       | 2           | 0          | 5            | 2            | 1            | 0            | 30       | 2      | 3           | 0          |
| A. Mangone   | 21       | 0       | 5           | 1          | 3            | 0            | 0            | 0            | 24       | 0      | 5           | 1          |
| G. Marocchi  | 33       | 4       | 2           | 0          | 5            | 0            | 1            | 0            | 38       | 4      | 3           | 0          |
| C. Nervo     | 29       | 4       | 7           | 1          | 5            | 0            | 0            | 0            | 34       | 4      | 7           | 1          |
| D. Olivares  | 1        | 0       | 0           | 0          | 1            | 0            | 0            | 0            | 2        | 0      | 0           | 0          |
| M. Paramatti | 33       | 4       | 6           | 0          | 5            | 1            | 0            | 0            | 38       | 5      | 6           | 0          |
| C. Pavone    | 5        | 0       | 0           | 0          | 2            | 0            | 0            | 0            | 7        | 0      | 0           | 0          |
| I. Šalimov   | 18       | 4       | 1           | 0          | 3            | 0            | 1            | 0            | 21       | 4      | 2           | 0          |
| C. Scapolo   | 30       | 5       | 4           | 0          | 6            | 2            | 0            | 0            | 36       | 7      | 4           | 0          |
| M. Schenardi | 13       | 1       | 1           | 0          | -            | -            | -            | -            | 13       | 1      | 1           | 0          |
| A. Seno      | 11       | 0       | 2           | 0          | 4            | 0            | 1            | 0            | 15       | 0      | 3           | 0          |
| A. Tarozzi   | 26       | 0       | 7           | 0          | 5            | 0            | 0            | 0            | 31       | 0      | 7           | 0          |
| S. Torrisi   | 28       | 0       | 4           | 0          | 4            | 0            | 0            | 0            | 32       | 0      | 4           | 0          |